# En bergvinnare
En bergvinnare (Fortune on the Rocks) en Disneyserie skapad av Don Rosa.
Den handlar om hur Joakim von Anka tillsammans med Kalle Anka och Knattarna beger sig på en geologisk undersökning av ett berg som Joakim nyligen köpt. Syftet med undersökningen är att utreda hur berget kan ge vinst.
Serien har bland annat publicerats i Kalle Anka & C:o nummer 8-9 1990.